# Geografía de Mauricio
Mauricio es una isla que forma parte de las Islas Mascareñas ubicada al sur del continente africano, en medio del océano Índico y al este de Madagascar. Se ubica a una latitud de 20°17' Sur y a una longitud de 57°33' Este. Tiene una superficie de 2040 km², incluyendo las islas de Rodrigues (550 km al este, con 104 km²), Agalega (930 km al norte, 2 islas con un total de 26 km²) y Cargados Carajos (400 km al nordeste, 16 islotes con un total de 1,3 km²). Tiene 177 km de costas. Se encuentra a 800 km al este de Madagascar. Mauricio reclama soberanía sobre el archipiélago de Chagos (1931 km al nordeste, con 63 km²), un conjunto de siete atolones con más de 55 islas que pertenece a Reino Unido (Territorio Británico del Océano Índico), y sobre la isla Tromelin, un islote de 0,8 km² que pertenece a Francia.
El punto más bajo del país es el océano Índico, con cero metros sobre el nivel del mar y el más alto es el Monte Pitón, con 828 metros por encima del mar.
Dada su situación intertropical, la isla de Mauricio goza de un clima cálido, aunque la influencia oceánica modera la temperatura. Por la combinación de alta humedad y temperatura cálida ha prosperado una vegetación densa que incluye las palmeras cocoteras. El carácter insular permitió la existencia de un ave endémica llamada dodo, en el presente extinta. Comparte con la isla Reunión la ecorregión denominada Selva de las islas Mascareñas.
Los recursos naturales se basan en la tierra arable, principalmente plantaciones de caña de azúcar, y también en la pesca. Los bosques originales fueron sustituidos en su mayor parte por plantaciones de caoba, araucaria, tecoma y eucaliptos.

## Relieve

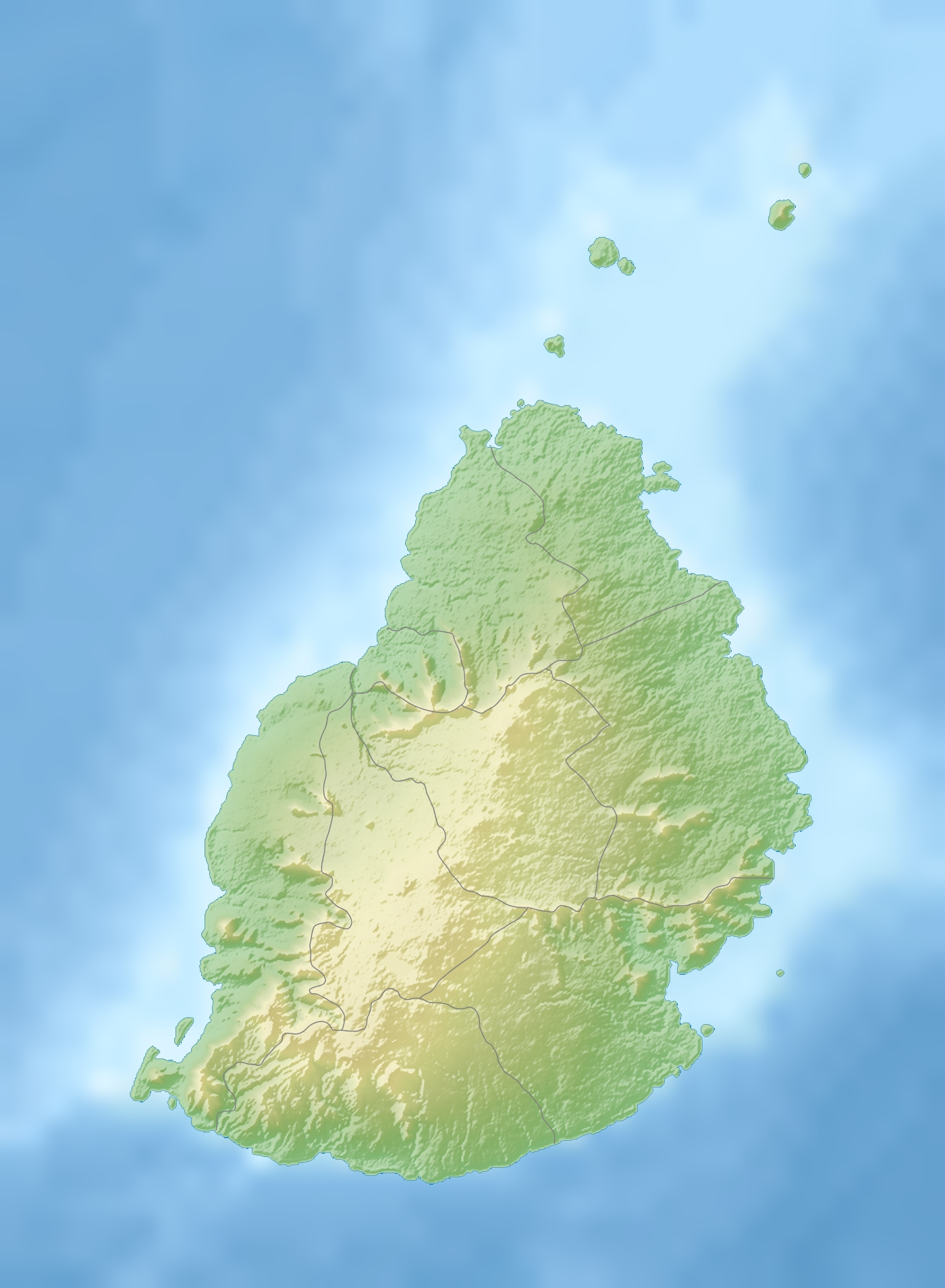
Mapa topográfico de Mauricio.

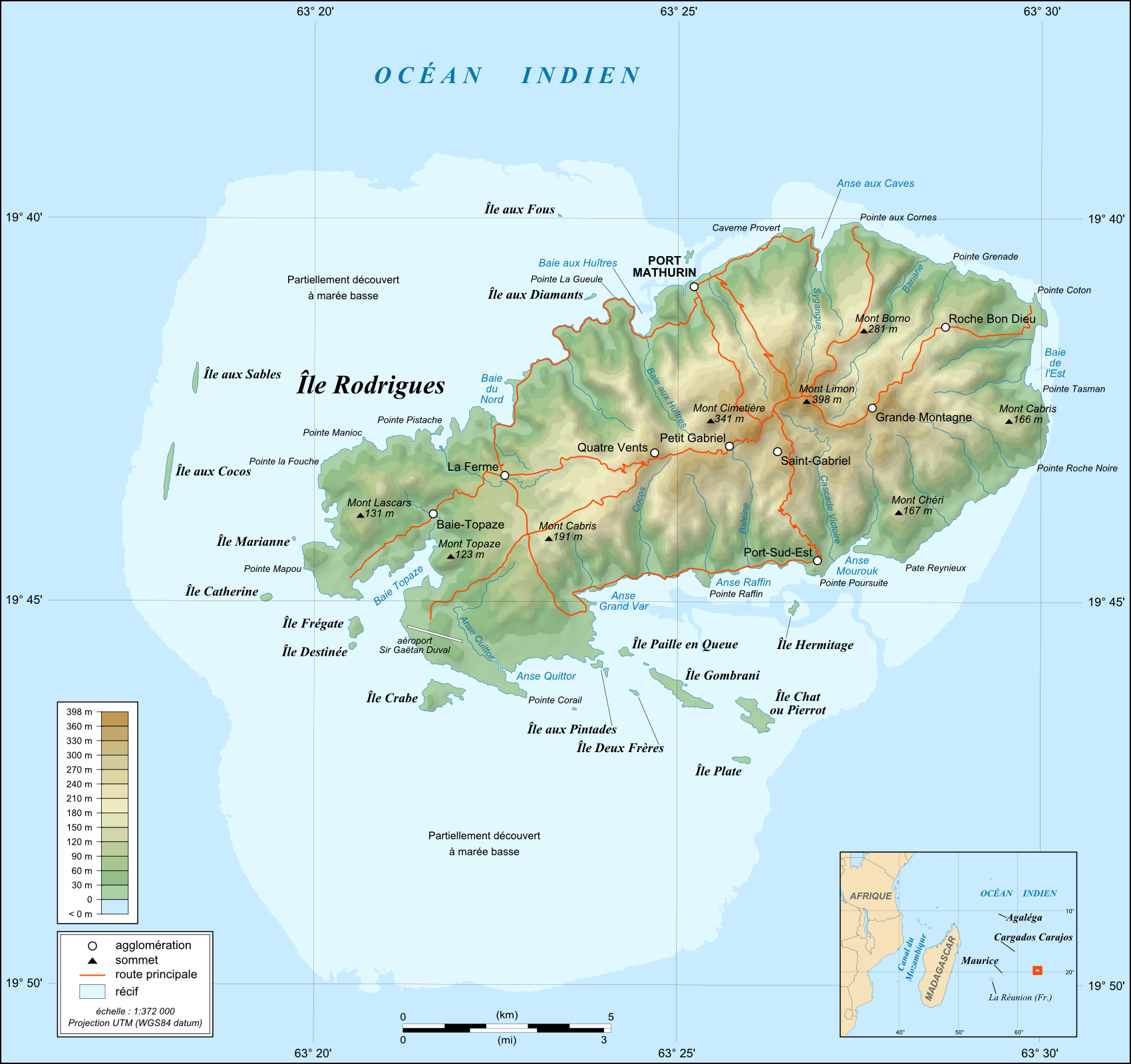
Mapa topográfico de la isla Rodrigues

Mauricio es una isla joven de origen volcánico, nacida a partir de erupciones submarinas en los últimos ocho millones de años, que pertenece al archipiélago de las islas Mascareñas, del que forma parte la isla Reunión. Los 177 km de costa están rodeados casi por completo de una barrera de coral que resulta ser la tercera más larga del mundo. El interior está formado por una meseta central (entre 400 y 600 m de altitud, bordeada por pequeñas montañas que formaron la cresta de un antiguo cráter y que alcanzan los 800 m. Su cima es el Piton de la Petite Rivière Noire, de 828 m de altitud, al sudoeste. No ha habido actividad volcánica en los últimos 100 000 años.
Dos ríos recorren la isla, el Gran Río del Sudeste y el Río Negro, que son las fuentes principales de la energía hidroeléctrica. La principal fuente de agua dulce es el lago Vacoas.
Más de la mitad del territorio es cultivable, se cultivan caña de azúcar, té, tabaco, flores y frutos. También se cultivan hortalizas y té para consumo local.
La isla Rodrigues se encuentra 560 km al este de Mauricio, con una superficie de 108 km². Se trata de una isla volcánica levantada sobre una arista a lo largo del borde de la meseta de las Marcareñas, una meseta oceánica que se extiende alrededor de 2000 km desde las Seychelles, al norte, hasta la isla de Reunion en el sur. La isla está formada por una alineación de colinas que culmina en la montaña Limón, de 398 m. La isla también tiene un arrecife de coral y extensos depósitos calcáreos.
Cargados Carajos es un grupo de 16 pequeñas islas e islotes en un arrecife situado 402 km al nordeste de Mauricio. as islas tienen un área total de tierra de 1,3 km². El arrecife mide más de 50 km de norte a sur y con 5 km de ancho, cortado por tres pasos; en total el área del arrecife abarca 190 km².
Las islas Agalega son dos islas gemelas a 110 km al norte de Mauricio, que suman 25 km². Están formadas por coral.

## Clima

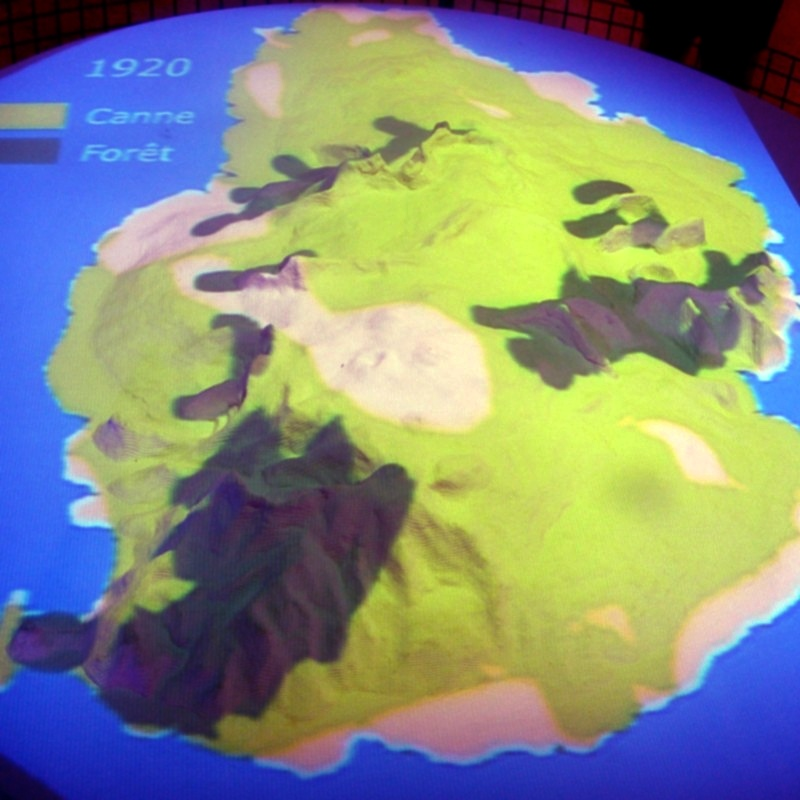
Mapa en relieve de Mauricio en la década de 1920. En verde, caña de azúcar, en marrón, bosques. Desde su independencia, en 1968, el país ha dejado de depender de la agricultura para adoptar una economía diversificada, industria, finanzas, educación, turismo, tecnologías de la información y la comunicación, pesca, sanidad, energías renovables. No obstante, la caña de azúcar ocupa todavía unas 72000 ha.

El clima es tropical, con pequeñas variaciones a lo largo del año, al estar cerca del trópico de Capricornio, unos 20º de latitud S. La costa es más cálida y las montañas están cubiertas de bosques. La calidad de aire es una de las mejores del mundo.
Al estar en el hemisferio sur, las estaciones se invierten respecto a Europa. Hay dos estaciones, una cálida y húmeda de noviembre a abril, con una temperatura media de 24,7 °C y un máximo de lluvias entre enero y marzo, y un invierno relativamente fresco y seco de junio a septiembre, con una media de 20,4 °C. Las lluvias se producen en forma de tormentas y son de corta duración.
El archipiélago está azotado por los vientos alisios del sur, que soplan de forma casi constante del sudeste, sobre todo en los meses más frescos.
En las elevaciones interiores de la isla Mauricio aumentan las precipitaciones respecto a la costa, y también hay diferencias según la orientación. En la costa noroeste caen unos 1200 mm, y en la costa sudeste, afectada de lleno por los alisios, unos 1700 mm. En Plaisance, al sudeste, caen 1720 mm en 167 días muy repartidas. En los meses secos, septiembre y octubre, caen 60 mm, y en los meses húmedos, de enero a marzo, se superan los 200 mm (febrero, 265 mm). Las temperaturas en Plaisance varían entre los 18-24 °C en los meses menos húmedos, julio a septiembre, y los 23-30 °C diarios en enero y febrero.
En la capital, Port Louis, las condiciones son parecidas, con 1616 mm anuales y una media de 23,8 °C. En la isla de Rodrigues, 600 km al este, las lluvias disminuyen, aunque sigue siendo clima tropical. En Port Mathurin caen 1155 mm en 147 días, con mínimos de 40 mm en septiembre y octubre y máximos de 170 mm en febrero, el mes más lluvioso. Más al norte, en la isla de Cargados Carajos, las lluvias bajan a 950 mm anuales. En Agalega, mucho más al norte, caen 1600 mm anuales.
Mauricio está en el recorrido de los ciclones tropicales, cuya estación va del 1 de noviembre al 15 de mayo, más frecuentes de diciembre a abril. Los más importantes fueron Claudette en diciembre de 1979, Daniella en diciembre de 1996, Hollanda, en febrero de 1994 y Dina en febrero de 2002.

## Áreas protegidas de Mauricio

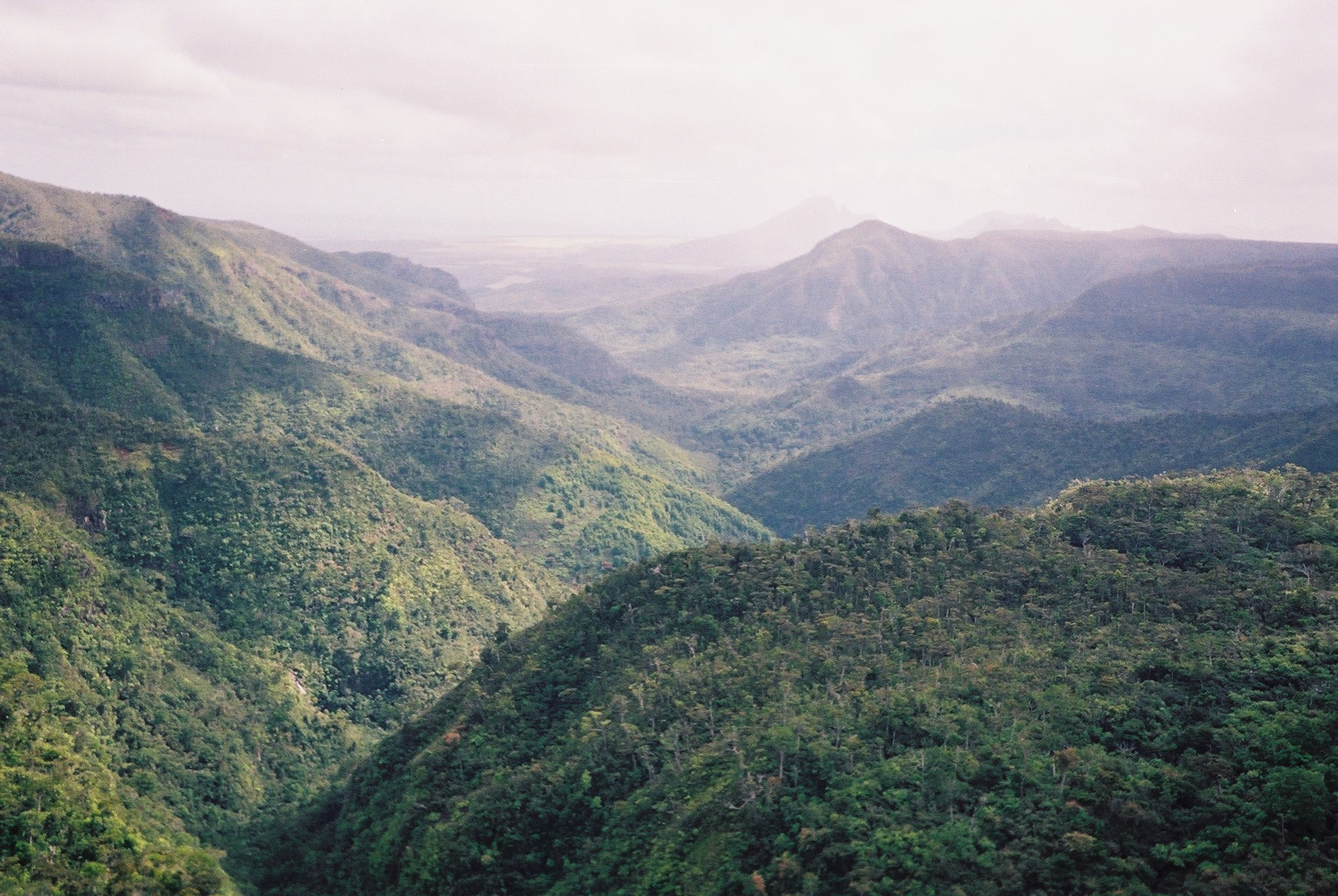
Parque Nacional Gargantas del Río Negro

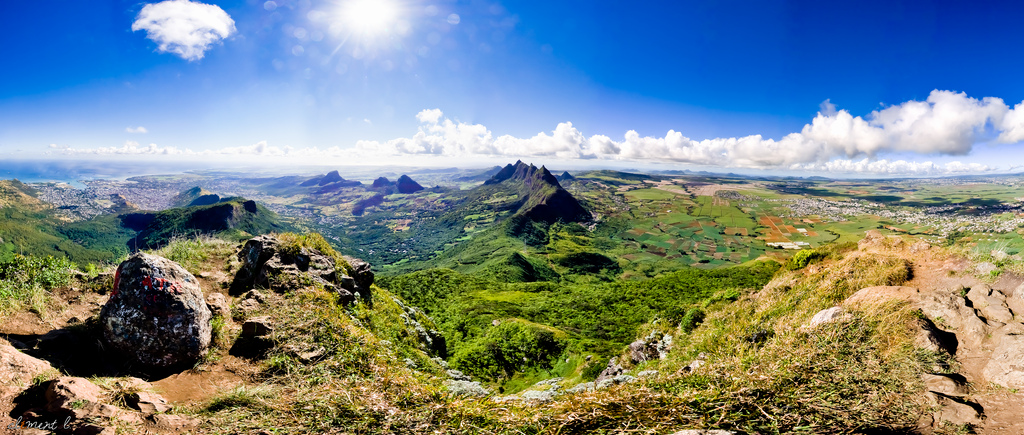
Vista panorámica de la isla de Mauricio

En Mauricio hay 3 parques nacionales, dos en la isla de Mauricio (Gargantas del Río Negro y  Bras d'Eau) y otro formado por ocho pequeños islotes (Islets). Además, hay dos parques marinos (Balaclava y Blue Bay), 1 jardín endémico (valle de Osterlog), 2 reservas de tortugas (las islas de la Perla y de Fregate), 1 monumento antiguo (isla de la Passe), 6 reservas pesqueras y 18 reservas naturales. También hay 1 reserva de la biosfera de la Unesco (MaccabeeBel Ombre) y 3 sitios Ramsar. En total, hay protegidos 97 km² de tierra firme, el 4,73 % de la superficie del país, y 50 km² de áreas marinas, una parte ínfima de los 1 280 000 km² del país.
- Parque Nacional Gargantas del Río Negro, 67,54 km², en el sudoeste, bosques altos húmedos, bajos más secos y matorrales. Mamíferos de las islas mascareñas, como el tenrec común y el murciélago de la fruta de Mauricio. Entre las aves, fetontiformes, cernícalos, cotorra de Mauricio, paloma de Mauricio, oruguero de Mauricio, bulbul de Mauricio, anteojitos gris de Mauricio, anteojitos de las Mascareñas y fodi de Mauricio.[4]

- Parque nacional Bras d'Eau, 49,72 km², costa norte, cerca de Poste Lafayette. Comprende una zona de manglares y una zona de recuperación del bosque original de la isla con Diospyros egrettarum, Diospyros melanida, Sideroxylon boutonianum, helechos como Doryopteris pilosa y el acuático Acrostichum aureum.[5]

- Parque nacional Islets o de los islotes, a veces dividido en los ocho islotes que lo forman en la barrera de coral que rodea Mauricio: Pigeon Rock, Isla de Ámbar (la única grande, con 128 ha), Roca de los Pájaros, isla de los Locos, isla Vacoas, isla Fouquet, islote Flamants e isla de los Pájaros. Susbsisten algunos manglares y algunas palmeras latán.